# Les Vastres
Les Vastres är en kommun i departementet Haute-Loire i regionen Auvergne-Rhône-Alpes i centrala Frankrike. Kommunen ligger i kantonen Fay-sur-Lignon som tillhör arrondissementet Le Puy-en-Velay. År 2022 hade Les Vastres 191 invånare.

## Befolkningsutveckling
Antalet invånare i kommunen Les Vastres
| Referens: INSEE |